# Pablo Miki
Pablo Miki (en japonés パウロ三木). (Kioto, 1556 o 1562 - Nagasaki, 5 de febrero de 1597) fue un religioso japonés, venerado como santo mártir de la Iglesia católica. Es conmemorado el 6 de febrero.

## Biografía
Pablo Miki nació en el seno de una familia rica. Fue bautizado a los cinco años con el nombre de Pauro (‘Paulo’). Fue educado por los jesuitas en Azuchi y Takatsuki. Entró en la Compañía de Jesús y predicó el evangelio entre sus conciudadanos. El poder japonés temió la influencia de los jesuitas y los persiguió. Paulo Miki fue apresado junto con otros compañeros cristianos, conocidos como los 26 mártires de Japón; dos de ellos eran también jesuitas, el erudito Juan de Soan de Gotó y Diego Kisai, y los 23 franciscanos, entre los que se encontraba el novohispano Felipe de Jesús y el orensano Francisco Blanco. Para servir de escarmiento a la población, fueron forzados a caminar casi 1000 kilómetros, desde Kioto hasta Nagasaki, por ser la ciudad más evangelizada de Japón, y allí fueron crucificados el 5 de febrero de 1597. Paulo predicó desde la cruz su último sermón y se afirma que perdonó a sus verdugos, diciendo: «Yo declaro que perdono al jefe de la nación que dio la orden de crucificarnos, y a todos los que han contribuido a nuestro martirio». Todos los mártires fueron canonizados por el papa Pío IX en 1862 junto con el religioso Miguel de los Santos.